# Emporia (centre commercial)
Pour les articles homonymes, voir Emporia.
Emporia est un centre commercial situé dans le quartier de Hyllie, à Malmö, en Suède.
Inauguré le 25 octobre 2012, le centre commercial comporte aujourd'hui environ 200 commerces d’une superficie totale de 93 000 m². Le centre commercial a trois étages et une terrasse sur le toit de 27 000 m², soit environ quatre terrains de football. Au total, le centre emploie environ 3 000 personnes. Selon la direction d'Emporia, le centre accueille environ 25 000 visiteurs par jour.
Le bâtiment est décoré avec la conception sonore et les paysages créés par l'agence Radja Sound Design.
La verrière principale a été réalisée par l'entreprise française Saint-Gobain le centre à pu être labellisé BREEAM grâce aux solutions durables et innovantes de Saint-Gobain.

## Galerie

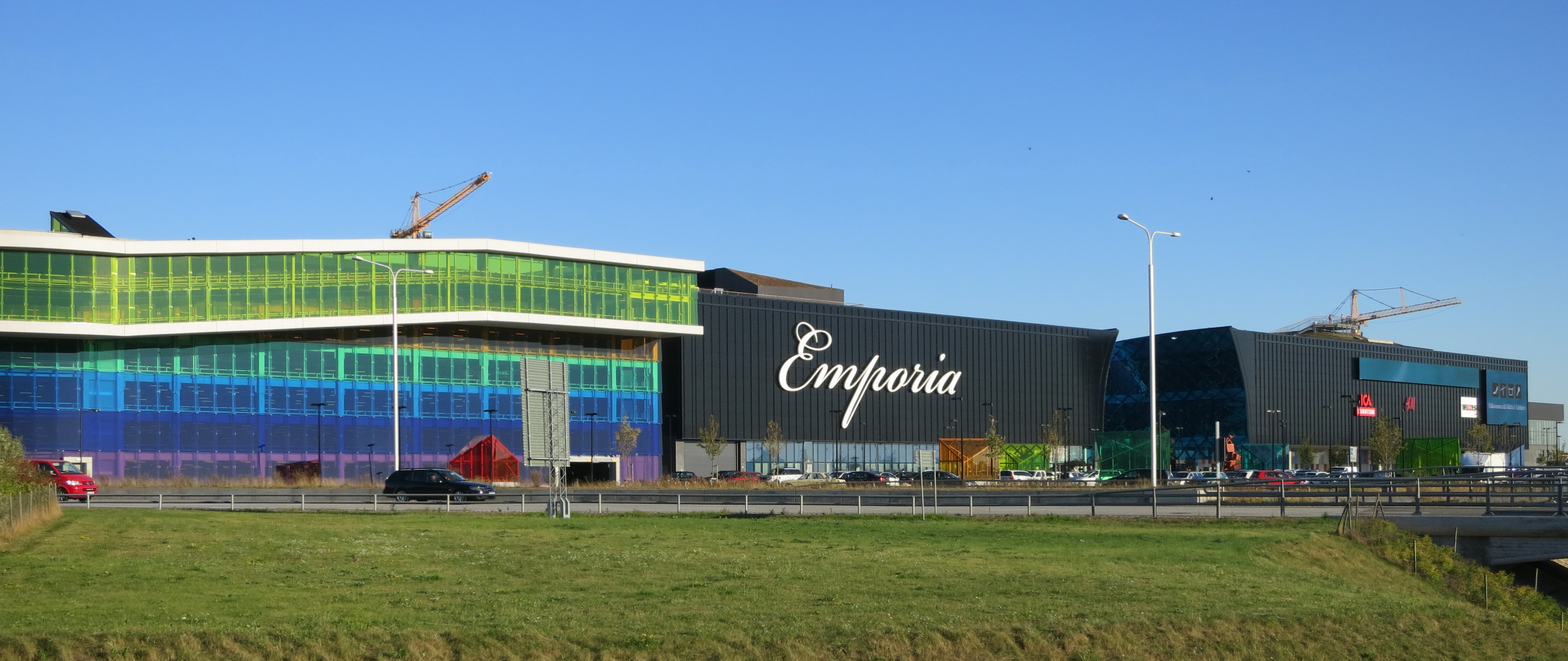
Le centre, vu depuis le nord.
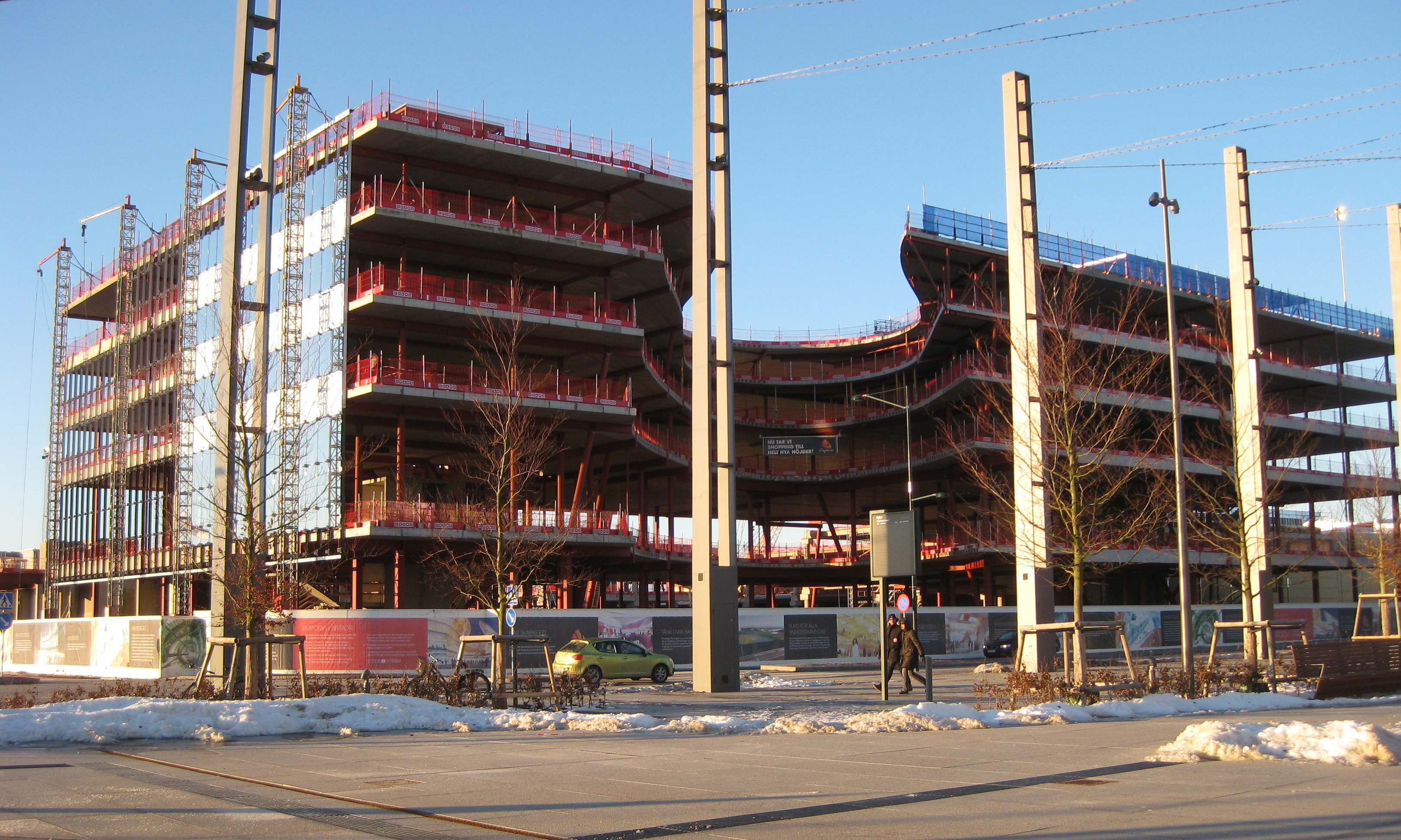
En construction (en décembre 2010).
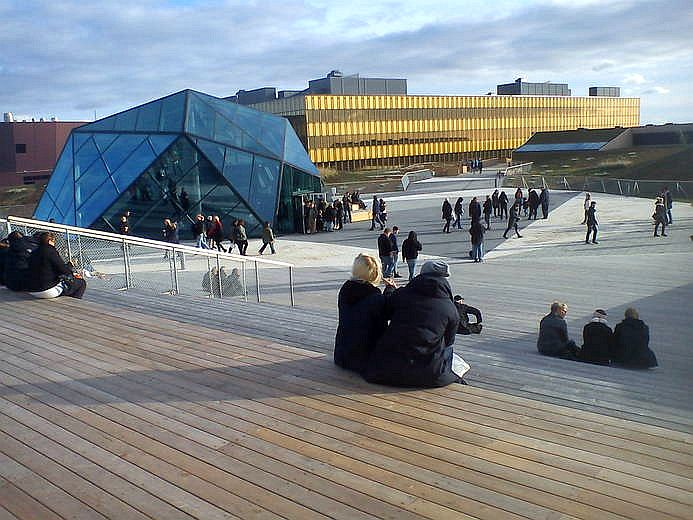
Toit du centre.
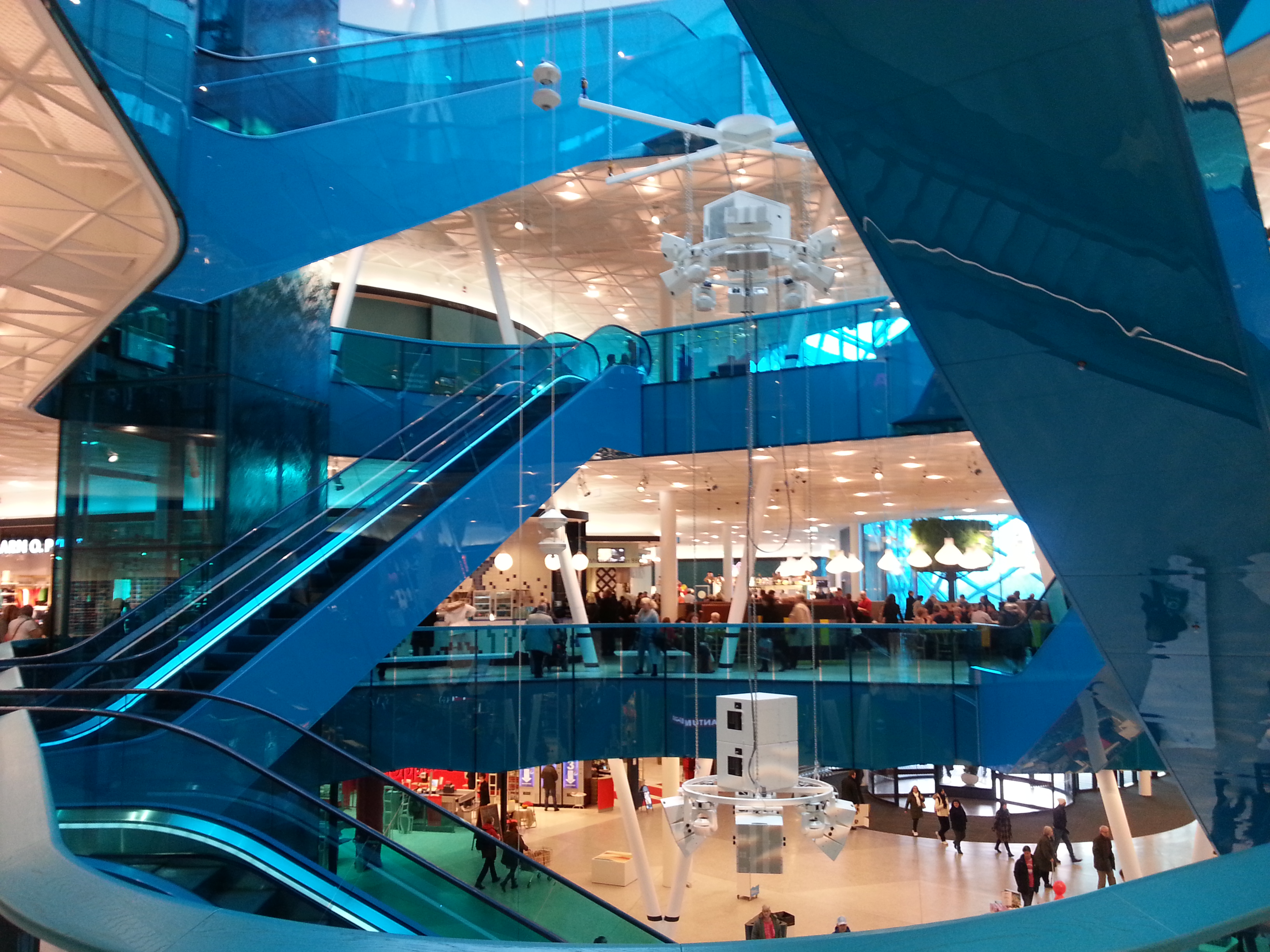
The Sea Square.